# オローソ

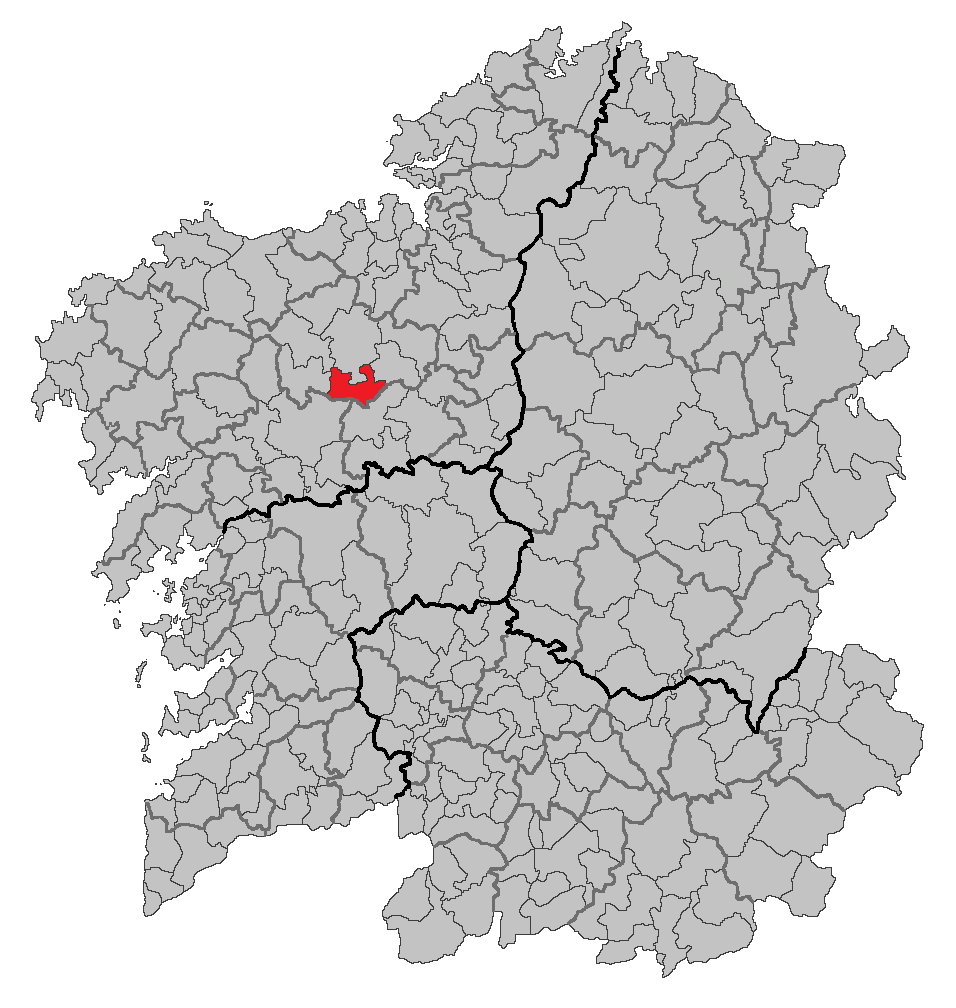

オローソ（Oroso）は、スペイン、ガリシア州、ア・コルーニャ県の自治体で、コマルカ・デ・オルデスに属する。ガリシア統計局によると、2010年の人口は7,050人（2009年の人口は6,987人、2006年:6,526人、2005年:6,345人、2004年:6,155人、2003年:5,933人）である。住民呼称はorosán/-sá。
ガリシア語話者の自治体人口に占める割合は95.03％（2001年）。 

## 地理
オローソはア・コルーニャ県の中央部に位置し、コマルカ・デ・オルデスに属している。北はオルデスとフラーデス、東から南にかけてはオ・ピノ、南はサンティアゴ・デ・コンポステーラ、西はトラソとトルドイアの各自治体と隣接、自治体の中心地区はオローソ教区のシグエイロ地区。
オローソはオルデス司法管轄区に属する。

### 人口
| オローソの人口推移 1900－2010                           |
|                                                         |
| 出典:INE（スペイン国立統計局）1900年 - 1991年、1996年 - |

## 経済
近年、隣接自治体であるサンティアゴ・デ・コンポステーラとの関係が、自治体における経済構造を変化させてきている。多くの住民が州都サンティアゴにおいて、サービス業などに従事しており、第二次及び第三次産業分野における就業人口が増加している半面、第一次産業就業人口は減少してきている。とはいうものの、コマルカ内の他自治体同様、この地は農業に適した条件を備えている。もっとも盛んであるのは、牛乳生産のための牧畜業で、また養豚業も行われている。

## 政治
自治体評議員はガリシア社会党：7、ガリシア国民党（PPdeG）：4、PGD（Partido Galeguista Demócrata、ガリシア民族主義民主党）：1、ガリシア民族主義ブロック（BNG）：1となっている（2011年5月22日自治体選挙結果、得票順）。  
| 2011年5月22日の自治体選挙 |        |        |          |
| 政党                      | 得票数 | 得票率 | 獲得議席 |
| PSdeG-PSOE                | 1,939  | 47.22% | 7        |
| PPdeG                     | 1,181  | 28.76% | 4        |
| PGD                       | 536    | 13.05% | 1        |
| BNG                       | 367    | 8.94%  | 1        |

## 教区
オローソは12の教区に分けられている。太字は自治体の中心のある教区。
- オス・アンシェレス（サン・マメーデ）
- ア・バルシエラ（サント・アンドレ）
- カルベンテ（サン・ショアン）
- カルダーマ（サンタ・マリーア）
- デイシェブレ（サンタ・マリーア）
- ア・ガンダラ（サン・ミゲル）
- マルソーア（サン・マルティーニョ）
- オローソ（サン・マルティーニョ）
- パサレーロス（サン・ロマン）
- センラ（サンタ・エウラリア）
- トラスモンテ（サント・エステーボ）
- ビラロマリス（サン・トメ）